# Grepentabel
De term grepentabel wordt gebruikt bij blaasinstrumenten. Het betreft in principe een notenbalk met daarop alle chromatische noten binnen het bereik van het specifieke instrument, met daaronder voor elk van deze noten de bijbehorende vingerzetting of grepen. met behulp van zo'n grepentabel kan vooral de beginnende muzikant eenvoudig opzoeken welke vingerzetting gebruikt moet worden voor de te spelen noot.

## Verklaring
In de definitie bestaat met opzet de koppeling tussen geschreven noten en grepen en niet tussen de klinkende tonen en de grepen, omdat de gespeelde noten niet per se dezelfde toonhoogte voortbrengen als de geschreven noten. Op een instrument in Es klinkt de gespeelde noot dus een reine kwart hoger dan op een instrument in Bes. De klinkende tonen zijn dus afhankelijk van de transpositie die het instrument eigen is. 
Dit is nu juist de kracht van de grepentabel, namelijk dat men grofweg één tabel nodig heeft per groep instrumenten. Zo is er bijvoorbeeld slechts één tabel voor de saxofoons en een voor de klarinetten en een voor de ventielinstrumenten.

## Regels en uitzonderingen

### Klarinetten
De meeste klarinetten hebben dezelfde grepen. Uitzonderingen liggen slechts in het onderste register, omdat de lage klarinetten een aantal extra lage noten hebben die onder het bereik van de hoge klarinetten vallen. Voorbeelden hiervan zijn de bassetklarinet, met een extra bereik tussen de lage E en de lage C, en de basklarinet, die normaal stopt op de lage E maar waarvan er ook een versie bestaat die een vergelijkbare extensie heeft. Alle partijen worden getransponeerd opgeschreven.

### Saxofoons
Alle saxofoons hebben dezelfde grepen. Uitzonderingen zijn er voor de baritonsaxofoon, omdat deze vaak een extra lage A heeft (klinkend lage C) In de hoogte zijn er wel wat verschillen bij de zogenaamde toptones. Dit zijn de noten boven het officiële bereik. Alle partijen worden getransponeerd opgeschreven.

### Koperen blaasinstrumenten
De koperen blaasinstrumenten voorzien van drie ventielen hebben dezelfde grepentabel. Of je nu een Es-kornet speelt of een Bes-bas, de grepen zijn hetzelfde. Alleen bij de lagere instrumenten zijn er uitzonderingen, omdat die vaak een vierde ventiel hebben. Alle partijen worden getransponeerd opgeschreven.

#### Trombones
Dit zijn de uitzonderingen. De trombone heeft een schuif en is al ongewijzigd zo gebouwd sinds de 15e eeuw. Een grepentabel is daarom niet nodig. Ook omdat er maar drie maten trombones in gebruik zijn en omdat trombones altijd werden gebruikt om koorstemmen te ondersteunen, worden de partijen voor de trombone altijd klinkend genoteerd (concert pitch) Voor zowel de alt- als de tenor- als de bastrombone moet men dus een andere grepen (positie) tabel leren.
De trombones worden ook weleens de schuivers van het korps genoemd.

#### Hoorns
Nog een uitzondering. De hoorn is van nature een rechtshandig instrument. Met behulp van extra stembeugels kon het instrument worden gestemd in de benodigde toonsoort. Later werden er ventielen toegevoegd om dit te vereenvoudigen, maar de rechterhand bleef in gebruik om de klank te beïnvloeden, vandaar dat de hoorn nu linkshandig wordt bespeeld. De partijen worden altijd getransponeerd genoteerd, maar de transposities worden van oudsher nog boven aan de partij geschreven alsof men nog stembeugels gebruikte. Zo speelt men tegenwoordig een partij in F of een partij in C allebei op een hoorn in Bes. Het is aan de hoornist om de partij al spelende te transponeren. Toevallige voortekens zijn dan ook regel in de hoornpartijen.

## Voor- en nadelen
In het algemeen kun je stellen dat het alleen maar voordelen heeft om binnen een instrumentengroep een eenduidige grepentabel te hanteren. Dit is in de geschiedenis erg handig gebleken. Bijvoorbeeld in de brassband heb je genoeg aan één grepentabel om alle instrumenten te kunnen bespelen, behalve de trombones. Evenzo kun je met de grepentabel van de besklarinet net zo makkelijk uit de voeten op een bassethoorn of een basklarinet of een esklarinet. In theorie zouden ook de spelers van een saxofoonkwartet van stoel kunnen wisselen zonder te veel na te denken. Alleen voor de dirigenten blijft het lastig om uit het notenbeeld de klank af te leiden, omdat er op een partituur partijen kunnen staan die op vier verschillende toonhoogtes genoteerd zijn, maar die identiek klinken.